# Bad Colberg-Heldburg

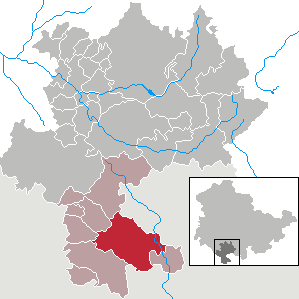
Lage von Bad Colberg-Heldburg im Landkreis Hildburghausen

Bad Colberg-Heldburg war von 1993 bis 2019 eine Landstadt im Landkreis Hildburghausen im fränkisch geprägten Süden des Freistaats Thüringen. Sie ist seit 2019 Teil der neuen Stadt Heldburg.

## Geografie
Die Stadt lag im äußersten Süden des Freistaates Thüringen, in der fruchtbaren, hügeligen Heldburger Keuperlandschaft, an der Kreck, 288 m über NN und war die größte Stadt des Heldburger Landes.

### Stadtgliederung
Bad Colberg-Heldburg setzte sich aus den folgenden sieben Ortsteilen zusammen:
- Bad Colberg
- Einöd
- Gellershausen
- Heldburg, Sitz der Verwaltung
- Holzhausen
- Lindenau
- Völkershausen

### Nachbargemeinden
Die Nachbargemeinden vor Auflösung der Stadt waren im Uhrzeigersinn: Westhausen, Straufhain, Bad Rodach, Ummerstadt, Seßlach, Hellingen und Gompertshausen.

## Geschichte
Am 23. März 1993 gründeten die damals sechs selbständigen Gemeinden Bad Colberg, Gellershausen, Heldburg (mit Einöd), Holzhausen, Lindenau und Völkershausen die Einheitsgemeinde Bad Colberg-Heldburg und bildeten die Stadtteile.
Am 1. Januar 2019 schlossen sich die Stadt Bad Colberg-Heldburg und die Gemeinden Gompertshausen und Hellingen zur neuen Stadt Heldburg zusammen. Sie war seit 1994 Mitglied in der Verwaltungsgemeinschaft Heldburger Unterland. Die Stadt hatte eine Fläche von 53,39 km², die Postleitzahl 98663, die Vorwahl 036871 und das Kfz-Kennzeichen HBN.
Entwicklung der Einwohnerzahl (jeweils 31. Dezember):
| - 1994: 2450 - 1995: 2455 - 1996: 2455 - 1997: 2443 - 1998: 2440 - 1999: 2399 | - 2000: 2390 - 2001: 2357 - 2002: 2350 - 2003: 2316 - 2004: 2281 - 2005: 2244 | - 2006: 2243 - 2007: 2205 - 2008: 2170 - 2009: 2118 - 2010: 2082 - 2011: 2088 | - 2012: 2071 - 2013: 2070 - 2014: 2063 - 2015: 2066 - 2016: 2059 - 2017: 2045 |

Datenquelle: Thüringer Landesamt für Statistik

## Politik

### Stadtrat
Ab der Kommunalwahl vom 25. Mai 2014 bis zur Auflösung der Stadt hatte der Gemeinderat 14 Ratsmitglieder und setzte sich der wie folgt zusammen:
| Partei/Liste           | Stimmenanteil | G/V    | Sitze | G/V |
| Unabhängige Bürger     | 82,4 %        | + 15,6 | 12    | + 3 |
| Bad Colberg-Initiative | 9,8 %         | − 4,4  | 1     | − 1 |
| Die Linke              | 7,9 %         | − 2,8  | 1     | − 1 |

G/V: Gewinn oder Verlust im Vergleich zur Wahl 2009
Die Wahlbeteiligung lag bei 53,0 % (+ 1,9). Letzte Bürgermeisterin war Katja Kieslich (Unabhängige Bürger).

### Wappen

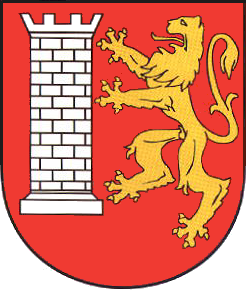
Das Stadtwappen von Bad Colberg-Heldburg

Es zeigt auf rotem Wappenschild einen silbernen Zinnenturm, an den ein aufgerichteter goldener Löwe seine Pranken legt. Das Wappen entstammt den alten nachweisbaren Siegeln der Stadt. Die Ähnlichkeit mit dem Wappen der Stadt Meißen, ein aufgerichteter schwarzer Löwe legt dort seine Pranken an einen roten Zinnenturm, weist deutlich auf die wettinische Herkunft des Heldburger Wappens hin. Der sogenannte Meißner Löwe ist in zahlreichen Wappen der ehemaligen wettinischen Städte zu finden. Der Zinnenturm weist auf die Wehrhaftigkeit der Stadt nach ihrer Befestigung mit einer Stadtmauer hin. Die Farbgebung des Heldburger Wappens ist mehrfach verändert worden. Ein wiederaufgefundenes holzgeschnitztes Wappen von 1833, es hängt im Rathaus, zeigt einen goldenen Löwen und einen goldenen Turm.

## Kultur und Sehenswürdigkeiten

### Bauwerke
Das Wahrzeichen der Stadt war die Veste Heldburg, eine mittelalterliche Burg aus dem Jahre 1317. Darin wurde 2016 das Deutsche Burgenmuseum eröffnet.

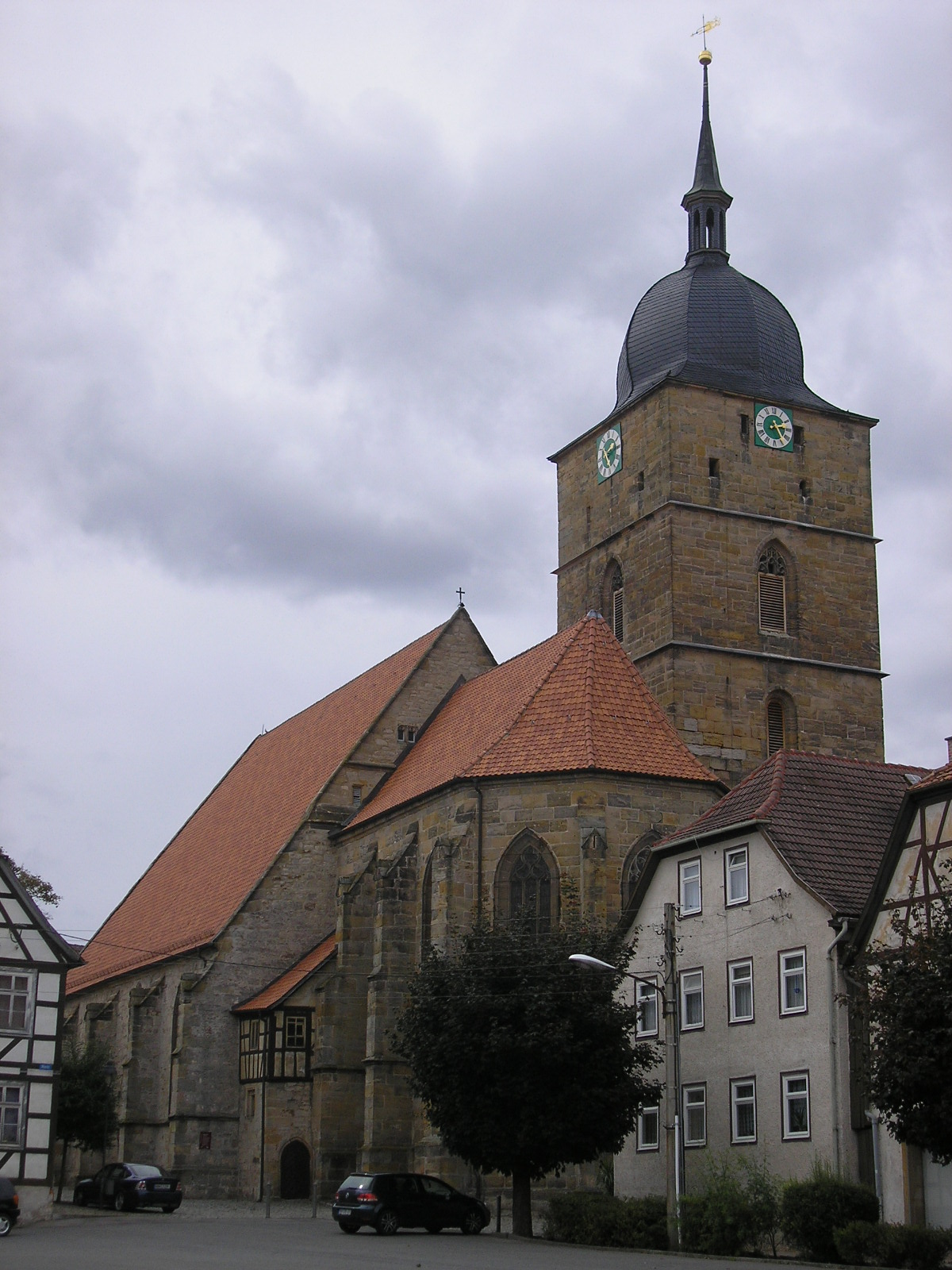
Heldburger Stadtkirche „Unserer lieben Frauen“
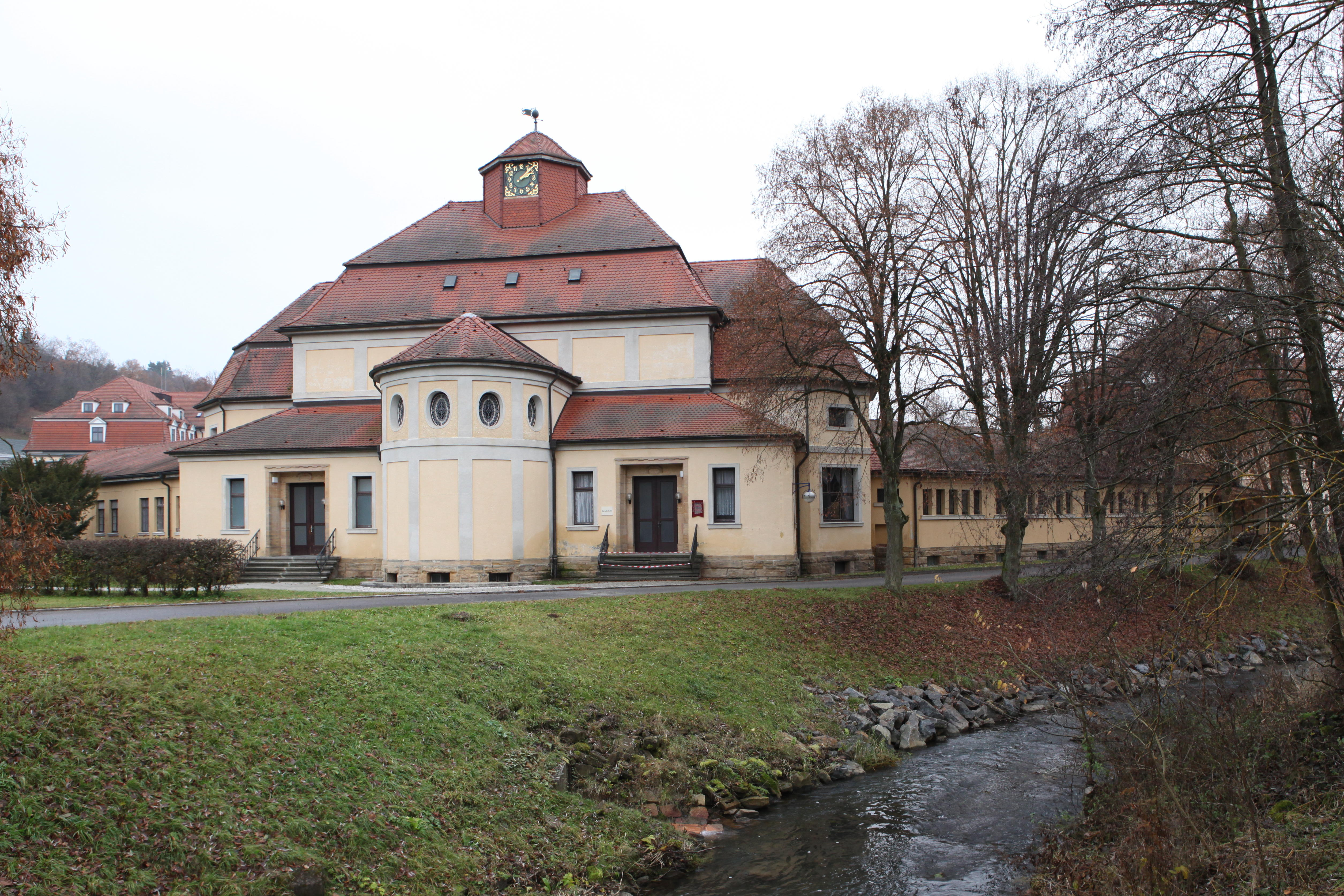
Kurklinik in Bad Colberg
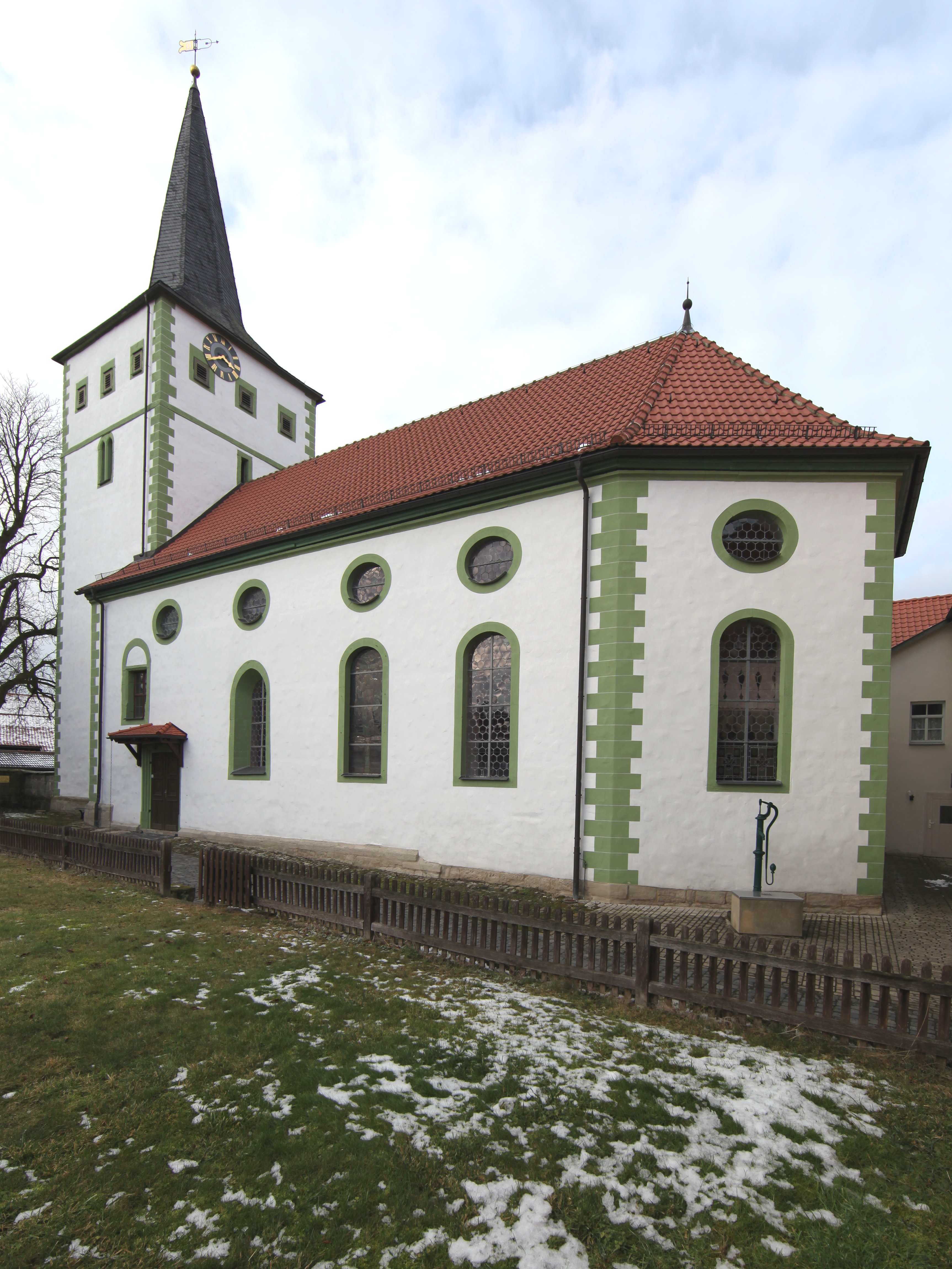
St. Cyriakus in Gellershausen
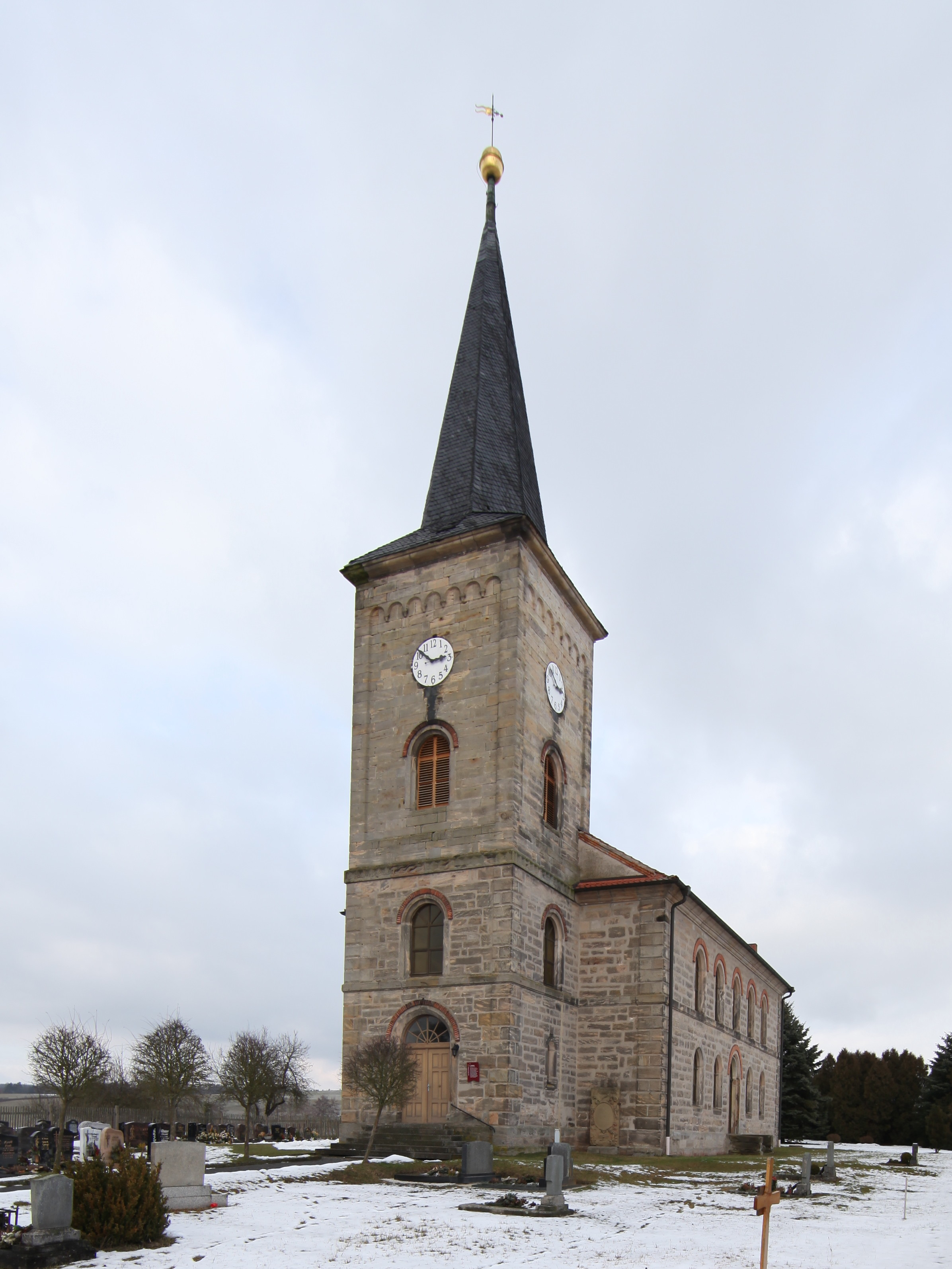
St. Matthäus in Lindenau
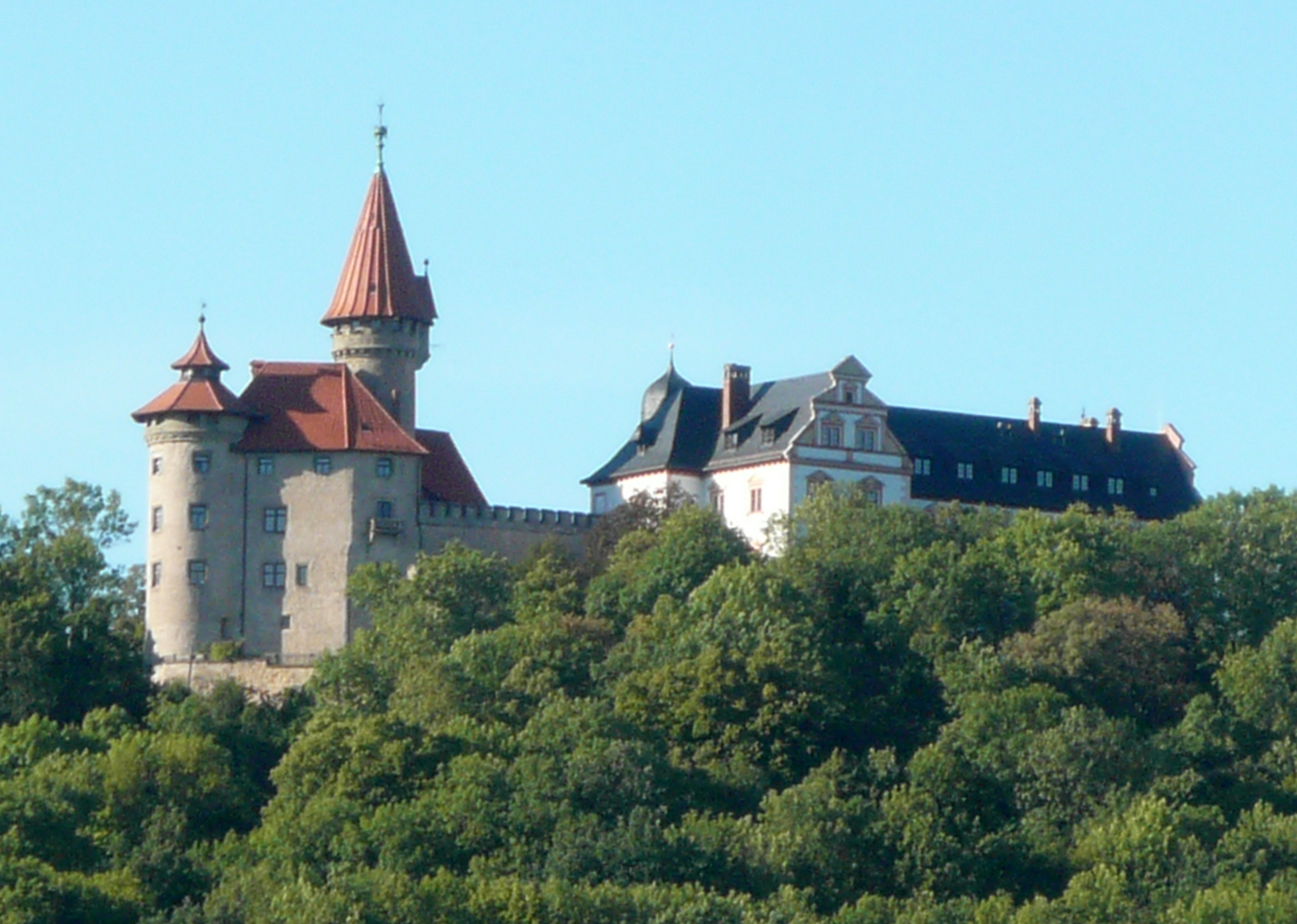
Veste Heldburg

### Gedenkstätten
Die Gedenkstätte Billmuthausen steht an der Stelle des 1978 zerstörten Dorfes Billmuthausen und liegt zwischen Bad Colberg und Heldburg. Das Dorf wurde ein Opfer der militärischen Befestigung der innerdeutschen Grenze durch die DDR-Behörden.
Im Wald an der Straße, die Poppenhausen mit Einöd verbindet, steht ein Denkmal, das an ein Massaker im Jahr 1942 an 20 polnischen Bürgern erinnert.

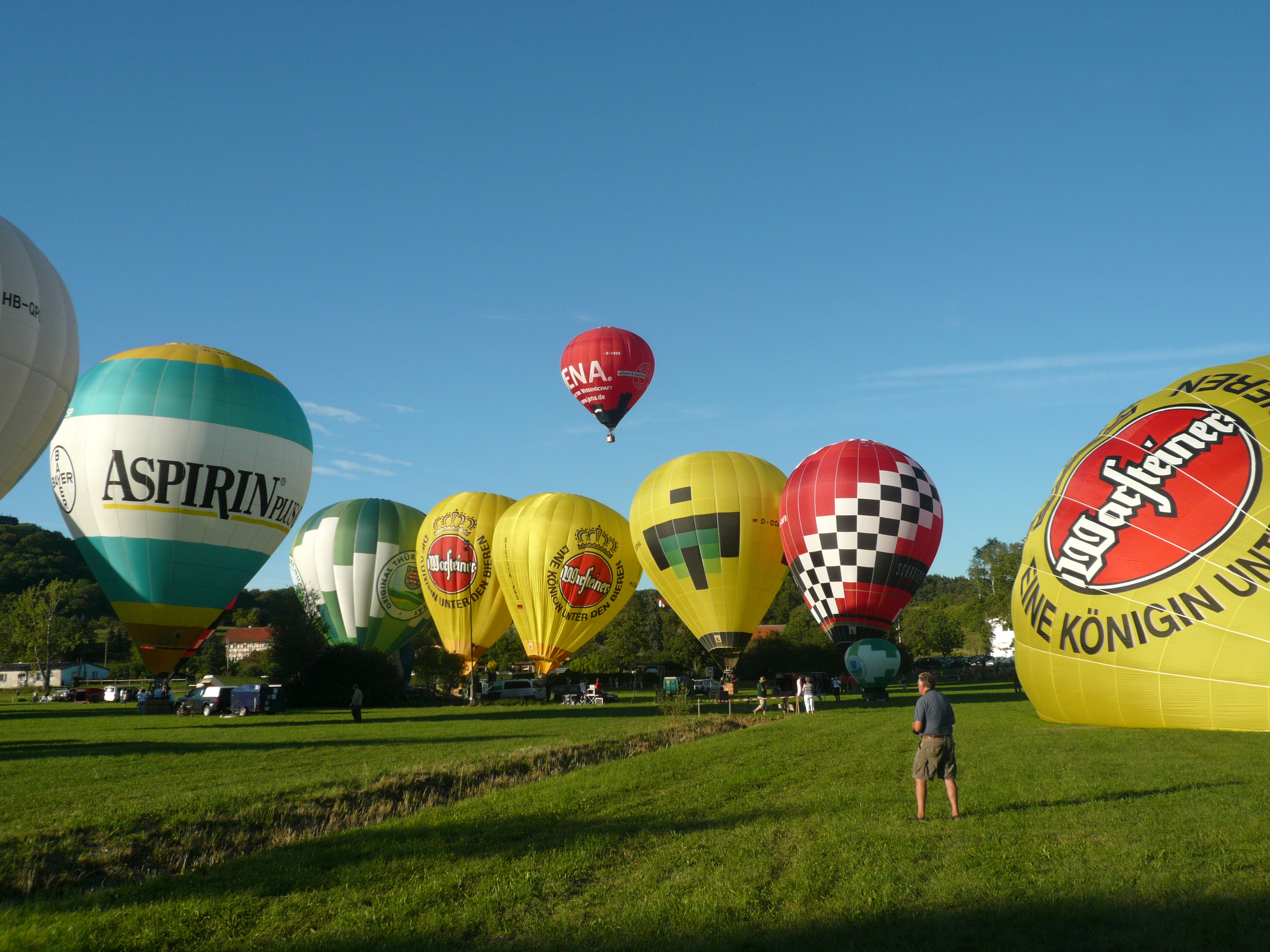
17. Thüringer Montgolfiade 2011

### Veranstaltungen
Einmal alle zwei Jahre findet in Heldburg die Thüringer Montgolfiade statt.

## Dialekt
Im ehemaligen Stadtgebiet wird der mainfränkische Dialekt Itzgründisch gesprochen.